# 地理學家
地理學家是指受地理學訓練、並以研究地球表面的地理環境中的各種自然和人文的現象，以及它們之間互相存在的關係（即地理學）為目的的科學家。西方的地理學者把地理學分為自然地理學和人文地理學兩部分，或分為自然地理學、經濟地理學和人文地理學三部分，下面再分次級分支學科。

## 地理學家

### 西洋地理學家
- 大卫·哈维
- 愛德華·W·蘇賈
- 戈迪
- 愛拉托散尼
- 李希霍芬
- 斯特拉波
- 瓦倫紐斯
- 摩斯
- 伊德列西
- 麥卡托
- 利瑪竇
- 李特爾

### 中國地理學家
- 徐霞客
- 郭守敬
- 羅洪
- 酈道元
- 斐秀
- 范成大
- 黃裳
- 李兆洛
- 魏源
- 徐松
- 竺可楨
- 胡兆量
- 陳其南
- 侯仁之

## 參看
- 地理學
- 科學家
- 自然地理學
- 經濟地理學
- 人文地理學
- 古地理学
- 地貌学
- 气候学
- 水文地理学
- 土壤地理学
- 生物地理学
- 植物地理学
- 动物地理学
- 化学地理学
- 医学地理学
- 冰川学
- 冻土学
- 物候学
- 火山学
- 地震学
- 社会文化地理学
- 人种地理学
- 人口地理学
- 聚落地理学
- 社会地理学
- 文化地理学
- 宗教地理学
- 经济地理学
- 农业地理学
- 工业地理学
- 商业地理学
- 交通运输地理学
- 旅游地理学
- 政治地理学
- 军事地理学
- 城市地理学
- 历史地理学
- 区域地理学
- 地图学
- 地名学
- 方志学
- 理论地理学
- 应用地理学
- 地理数量方法
- 计量地理学
- 景观生态学
- 地理信息系统
- 地图学
- 地理数量方法
- 计量地理学
- 地理信息系统
- 地理實察方法
- 地理技術方法